# Leuk
Leuk (en francés Loèche) es una comuna suiza del cantón del Valais, localizada en el distrito de Leuk. Limita al norte con las comunas de Inden y Albinen, al noreste con Guttet-Feschel, al este con Erschmatt, Gampel-Bratsch y Turtmann, al sureste con Agarn, al suroeste con Anniviers, y al oeste con Salgesch.

## Transporte
Ferrocarril
Existe una estación ferroviaria en la que efectúan parada trenes que le permiten comunicarse con las principales ciudades y comunas del valle del Ródano, llegando a existir servicios internacionales en temporada hasta París.